# راوسدورف (تورینگن)
راوسدورف (به آلمانی: Rausdorf) یک شهر در آلمان است که در زاله‌هلتسلاند واقع شده‌است. راوسدورف ۱۸۸ نفر جمعیت دارد.